# 銀團貸款
銀團貸款（Syndicated loan）是由一組貸款方聯合提供，由一家或者多家商業銀行或者投資銀行組織安排及管理的貸款。主導的銀行稱為牽頭行(英語：Mandated Lead Arranger)或簿記行(英語：Bookrunner)。簿記行的角色主要為為客戶(需要籌資的公司)擬定市場及客戶均可接受的貸款條款，並在公開市場為其籌集所需資金。
美國銀團貸款市場起源於1980年代中期的巨額槓桿收購貸款；歐洲市場因為歐元於1999年問世而開始興起。借款一方需要向簿記行支付服務費用。服務費用隨着貸款複雜性和風險因素而增加，因此向舉債經營的借款人──即信用評級為投機等級，並且支付足以吸引非銀行定期貸款投資者的利差（即高於LIBOR、EURIBOR或其他基準利率的利差）的借款人提供的貸款最具盈利性。
2020年全球銀團貸款市場規模為約34,964億美元; 其中美國市場規模為19,047億美元，歐洲市場規模為7,757億美元;而亞洲(不含日本)市場規模4,605億美元。

## 銀團貸款的類型
銀團貸款主要分成4種主要類型：循環信用（英語：Revolving credit）、定期貸款（英語：Term loan）、信用證（英語：Letter of credit）和設備貸款。循環信用允許借款方提取貸款，到期償還本金及利息後再根據需要儘可能經常性地續借。定期貸款即分期付款形式的貸款，借款方可按預定計劃分期還款或者在到期日一次性支付。項目融資（英語：Project finance）也常以銀團貸款的方式籌組。